# Ngư lôi Type 53
Ngư lôi 53-65 là loại ngư lôi có đường kính 533 mm có tính năng tự động dò tìm sóng chấn động để tìm và diệt tàu trên mặt nước do Liên Xô chế tạo. Loại vũ khí này đã được đưa vào trang bị năm 1965.
Loại ngư lôi này sử dụng động cơ đẩy tua bin với nhiên liệu dầu hỏa trộn hiđrô. Thay vì dò tìm sóng âm chủ động hay thụ động thì loại ngư lôi này được thiết kế để dò tìm sóng chấn động áp lực tạo ra bởi các con tàu đang di chuyển trên mặt nước. Nhưng cũng giống với bất kỳ loại ngư lôi dò tìm bằng sóng âm khác nó không phân biệt được đâu là mục tiêu chính trong hạm đội nên sẽ đâm vào bất cứ con tàu nào đang di chuyển gần nhất. Hiện tại chưa có cơ chế đánh lạc hướng loại dò tìm này nên nó rất hữu hiệu khi dùng để tìm và diệt tàu.
Hai mẫu nâng cấp là 53-65K và 53-65M đã được đưa vào sử dụng năm 1969. Mẫu dùng để xuất khẩu là 53-65KE cũng đã được phát triển và bán cho các nước khác.